# Alej u hřbitova
Alej u hřbitova je chráněné stromořadí v Železné Rudě v okrese Klatovy v Plzeňském kraji. Třináct javorů klenů (Acer pseudoplatanus) roste u hřbitova v jižní části města. Obvody jejich kmenů měří od 250 do 350 cm, koruny stromů dosahují do výšky 18 až 22 m (měření 1991). Javory jsou chráněny od roku 1992 jako krajinná dominanta.

## Stromy v okolí
- Jedle a smrky pod Strahovem
- Alžbětínská lípa
- Železnorudský jasan